# Permanent Record: Al in the Box
Permanent Record: Al in the Box è un cofanetto con quattro dischi di raccolte delle canzoni del cantante statunitense "Weird Al" Yankovic.
Il cofanetto contiene anche un libretto scritto dal Dr. Demento.

## Tracce

### Disco 1
1. My Bologna (versione singola) - 2:20
2. Another One Rides the Bus - 2:35
3. Happy Birthday - 2:36
4. I Love Rocky Road - 2:34
5. Ricky - 2:34
6. Polkas on 45 - 4:18
7. Midnight Star - 4:31
8. Eat It - 3:17
9. Mr. Popeil - 4:40
10. I Lost on Jeopardy - 3:27
11. Buy Me a Condo - 3:50
12. King of Suede - 4:11

### Disco 2
1. Yoda - 3:56
2. This Is the Life - 2:59
3. Like a Surgeon - 4:02
4. One More Minute - 4:02
5. I Want a New Duck - 3:01
6. Dare to Be Stupid - 3:25
7. Hooked on Polkas - 3:50
8. Addicted to Spuds - 3:46
9. Dog Eat Dog - 3:42
10. Here's Johnny - 3:23
11. Living with a Hernia - 3:18
12. Christmas at Ground Zero - 3:07

### Disco 3
1. Lasagna - 2:44
2. Good Old Days - 3:19
3. Fat - 4:52
4. Melanie - 3:57
5. I Think I'm a Clone Now - 3:18
6. You Make Me - 3:03
7. Alimony - 3:11
8. UHF (single version) - 3:49
9. Money for Nothing/Beverly Hillbillies* - 3:08
10. The Biggest Ball of Twine in Minnesota - 6:50
11. Spam - 3:12
12. Generic Blues - 4:34

### Disco 4
1. Polka Your Eyes Out - 3:49
2. You Don't Love Me Anymore - 4:01
3. Smells Like Nirvana - 3:42
4. When I Was Your Age - 4:35
5. I Can't Watch This - 3:27
6. Triger Happy - 3:44
7. Taco Grande - 3:42
8. Bedrock Anthem - 3:40
9. Harvey the Wonder Hamster - 0:21
10. Achy Breaky Song - 3:23
11. Livin' in the Fridge - 3:30
12. Frank's 2000" TV - 4:03
13. Jurassic Park - 3:53
14. Headline News (parodia di Mmm Mmm Mmm Mmm, dei Crash Test Dummies) - 3:46

## Musicisti
- "Weird Al" Yankovic - fisarmonica, tastiera, cantante
- Steve Jay - basso, coro
- Jim West - chitarra, coro
- Rubén Valtierra - tastiera
- Jon "Bermuda" Schwartz - batteria